# Perynea
Perynea là một chi bướm đêm thuộc họ Noctuidae.